# Docimologia
A palavra Docimologia (do grego dokimé,”teste") foi cunhada por Henri Piéron em 1920. Trata-se do estudo sistemático dos exames, em particular do sistema de atribuição de notas e dos comportamentos dos examinadores e examinados.